# イケメンヴァンパイア◆偉人たちと恋の誘惑
『イケメンヴァンパイア◆偉人たちと恋の誘惑』（イケメンヴァンパイア いじんたちとこいのゆうわく）は、サイバードより2017年7月31日にリリースされたスマートフォン用女性向け恋愛ゲーム。サイバードの提供する「イケメンシリーズ」の5周年を記念したゲーム作品として展開している。

## 登場人物
声はゲームの声優 / 演は舞台の俳優（Episode.0と1で共通する場合は、Episode.0 - 1の表記）。
ナポレオン・ボナパルト
声 - 島﨑信長 / 演 - 秋山大河（Episode.0）、松崎祐介（Episode.1）
ヴォルフガング・アマデウス・モーツァルト
声 - 豊永利行 / 演 - 冨岡健翔（Episode.0 - 1）
レオナルド・ダ・ヴィンチ
声 - 津田健次郎 / 演 - 稲葉光（Episode.0）、松本幸大（Episode.1）
アーサー・コナン・ドイル
声 - 木村良平 / 演 - フクシノブキ（Episode.0 - 1、イケメンシリーズ THE STAGE）
フィンセント・ファン・ゴッホ
声 - 荒牧慶彦 / 演 - 松本ひなた（Episode.0）、結城伽寿也（Episode.1）
テオドルス・ファン・ゴッホ
声 - 佐藤永典 / 演 - 横尾瑠尉（Episode.0 - 1）
太宰治
声 - 八代拓 / 演 - 竹石悟朗（Episode.0 - 1、イケメンシリーズ THE STAGE）
アイザック・ニュートン
声 - 蒼井翔太 / 演 - 荒一陽（Episode.0 - 1）
ジャンヌ・ダルク
声 - 染谷俊之 / 演 - 東将司（Episode.0 - 1）
ウィリアム・シェイクスピア
声 - 平川大輔 / 演 - 釣本南（Episode.0 - 1）
サン・ジェルマン伯爵
声 - 堀江一眞 / 演 - 瑛（Episode.0 - 1）
セバスチャン
声 - 森嶋秀太 / 演 - 長谷川慎也（Episode.0 - 1）
ヴラド
声 - 斉藤壮馬 / 演 - 谷佳樹（Episode.1）
ヨハン・ゲオルク・ファウスト
声 - 神尾晋一郎 / 演 - 黒木文貴（Episode.1）
シャルル＝アンリ・サンソン
声 - 木島隆一 / 演 - 上仁樹（Episode.1、イケメンシリーズ THE STAGE）
ガリレオ・ガリレイ
声 - 古川慎
フランシス・ドレーク
声 - 畠中祐

## Web番組
『イケヴァン生ラジオ 誘惑のブラッドパーティー』は、2017年7月26日からイケメンシリーズ公式ニコニコチャンネルおよびイケメンシリーズ公式YouTubeチャンネルにて配信しているラジオの番組。2019年3月18日まで月1回の配信だったが、以降は不定期での配信、そしてYouTubeを使用した映像付きの生放送番組へと変更になっている。パーソナリティはフィンセント・ファン・ゴッホ役荒牧慶彦（2019年3月18日まで）、セバスチャン役 森嶋秀太（2019年5月19日から）が務める。

## 舞台

### 「イケメンヴァンパイア◆偉人たちと恋の誘惑」THE STAGE ～Episode.0～
- 2019年4月12日 - 16日：EX THEATER ROPPONGI

スタッフ
- 脚本監修 - 鈴木リコ（CYBIRD）
- 脚本 - 三浦香
- 脚色・演出 - 大関真（SET）
- 音楽 - 濱田貴司・会田敏樹
- アクション振付 - 武智健二
- 振付 - JUN（Blue Print）

### 「イケメンヴァンパイア◆偉人たちと恋の誘惑」THE STAGE ～Episode.1～
Episode.0の続編。
- 2021年4月23日 - 29日：シアター1010

スタッフ
- 脚本監修 - 鈴木リコ（CYBIRD）
- 脚本 - 早川康介
- 演出 - 大関真（SET）
- 音楽 - 濱田貴司

### イケメンシリーズ THE STAGE ～世界を駆けて、祝祭を～
イケメンシリーズの舞台作品のクロスオーバー作品。
イケメンヴァンパイアからは、アーサー・コナン・ドイル、太宰治、シャルル＝アンリ・サンソンが登場。
- 2022年9月24日 - 28日：シアター1010

スタッフ
- 原作・脚本監修 - CYBIRD
- 脚本 - 伊勢直弘・早川康介
- 演出 - 早川康介

## 映画

### ナポレオンと私
2021年7月2日よりイケメンヴァンパイアのスピンオフ作品として、「イケメンシリーズ」初の実写作品『ナポレオンと私』が公開された。

#### ストーリー
WEB制作会社で営業アシスタントとして働いている28歳の大原春子（武田梨奈）は、本当の幸せが分からないまま生活を続けている。

ある日、恋愛ゲームをインストールすると画面の中からナポレオン（濱正悟）が現れた。

幸せ探しを助けるというナポレオンと人生迷子中の春子、2人の奇妙な同居生活が始まる。

#### キャスト
大原春子
演 - 武田梨奈
ナポレオン
演 - 濱正悟
岩田伸吾
演 - 染谷俊之
伊原ゆか
声 - 綾乃彩
西園寺里穂
声 - 岡林佑香

#### スタッフ
- 監督：頃安祐良
- 脚本：鈴木規子
- 主題歌：「realizer」（歌：浦島坂田船）
- 制作プロダクション：ENBUゼミナール
- 配給：ENBUゼミナール